# Almazán

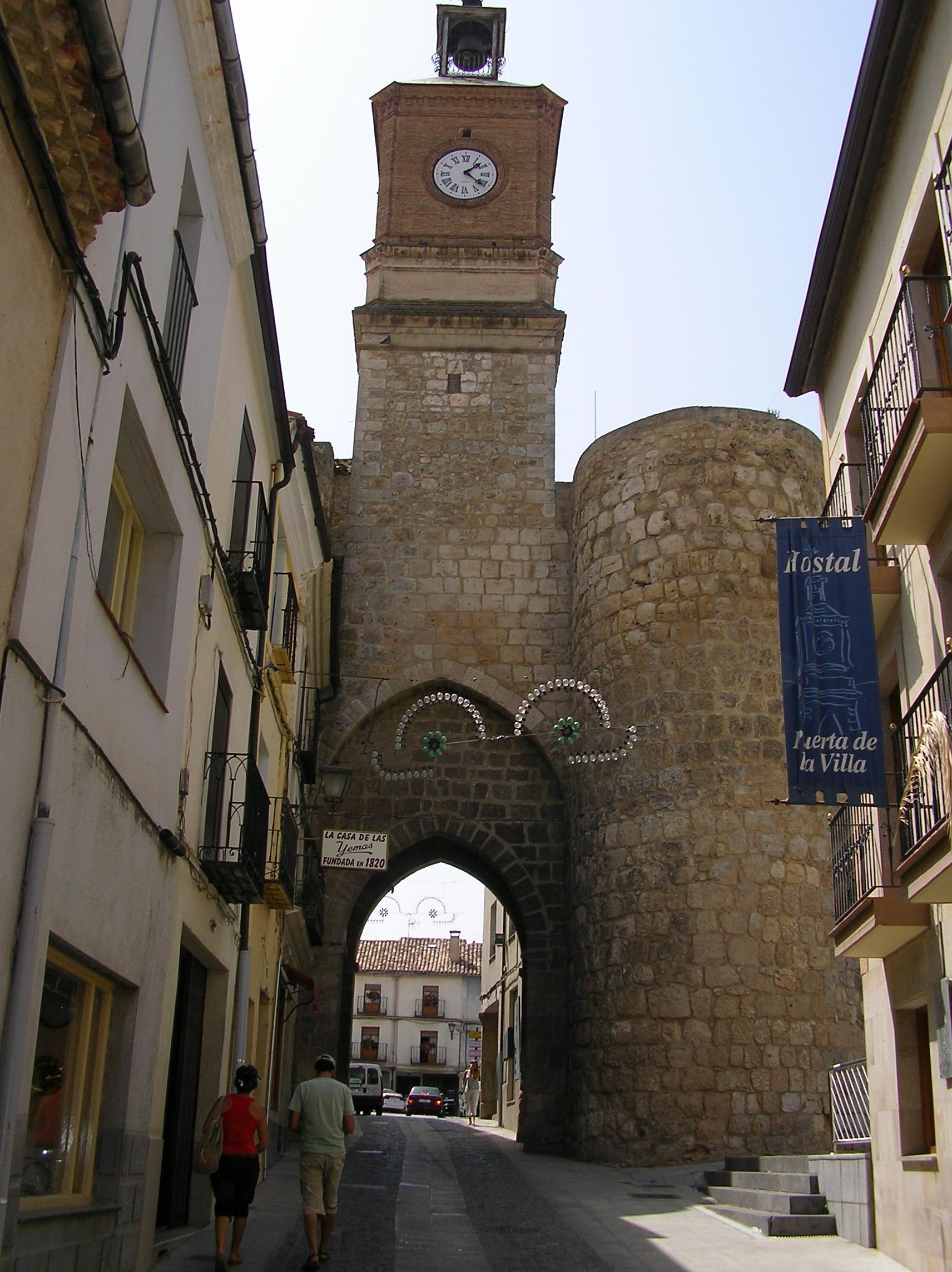
Almazán

Almazán és un municipi espanyol ubicat a la província de Sòria a Castella i Lleó. Es troba a 32 km al sud de la ciutat de Sòria, capital de la província i a 210 km al nord de Madrid. El riu Duero passa a tocar de les seves muralles. És el nucli de serveis d'una extensa comarca rural.
A banda del mateix Almazán, el municipi inclou les localitats de: Almántiga, Balluncar, Cobertelada, Covarrubias, Fuentelcarro, Lodares del Monte i Tejerizas. Té una població 5.727 habitants (INE 2005). Conserva un ric patrimoni arquitectònic. L'altitud és de 940 m.
L'agricultura cerealista és força important a l'economia del municipi. També cal esmentar la fabricació de mobles.

## Demografia
| 2000 | 2001 | 2002 | 2003 | 2004 | 2007 | 2017 |
| ---- | ---- | ---- | ---- | ---- | ---- | ---- |
| 5789 | 5794 | 5727 | 5755 | 5786 | 6004 | 5526 |

## Història
El 1375 s'hi va signar el Tractat d'Almazán, que va tancar la guerra dels dos Peres, entre Pere el Cerimoniós, sobirà de la Corona d'Aragó i Pere I el Cruel de Castella, que intentava recuperar els territoris murcians que havien passat al Regne de València per la Sentència Arbitral de Torrellas, sense vencedors ni vençuts.

## Administració
| Període      | Nom de l'alcalde/-essa     | Partit polític                | Data de possessió |
| ------------ | -------------------------- | ----------------------------- | ----------------- |
| 1979 - 1983  | Francisco de Miguel Huerta | UCD                           | 19/04/1979        |
| 1983 - 1987  | Francisco de Miguel Huerta | ADEI                          | 28/05/1983        |
| 1987 - 1991  | Francisco de Miguel Huerta | AP                            | 30/06/1987        |
| 1991 - 1995  | Angel Martín Vizcaino      | PSOE                          | 15/06/1991        |
| 1995 - 1999  | Jose Luis Las Heras García | PP                            | 17/06/1995        |
| 1999 - 2003  | Jose Luis Las Heras García | PP                            | 03/07/1999        |
| 2003 - 2007  | M. Jesús Gañán Millán      | PP                            | 14/06/2003        |
| 2007 - 2011  | Angel Nuñez Ureta.         | PSOE                          | 16/06/2007        |
| 2011 - 2015  | nd                         | Plataforma del Pueblo Soriano | 11/06/2011        |
| 2015 - 2019  | n/d                        | n/d                           | 13/06/2015        |
| 2019 - 2023  | n/d                        | n/d                           | 15/06/2019        |
| Des del 2023 | n/d                        | n/d                           | 17/06/2023        |

És remarcable que la grossa de la Loteria Espanyola de Nadal va pertocar l'any 2006 a aquest municipi.